# Línea 15 (Salamanca de Transportes)
La línea 15 de la red de Autobuses urbanos de Salamanca une el barrio de Capuchinos con los Hospitales.

## Características
La línea 15 enlaza el barrio de Capuchinos con los Hospitales pasando además por Pizarrales y Barrio Blanco así como por las proximidades de la estación de autobuses. Es la única línea de la red de autobuses urbanos de Salamanca que no circule los fines de semana y festivos.
Esta línea comenzó a prestar servicio el 1 de junio de 2023 fruto del nuevo contrato de explotación del servicio de autobuses urbanos de Salamanca.
Al igual que el resto de las líneas urbanas de la ciudad de Salamanca, está operada por Salamanca de Transportes , perteneciente a Grupo Ruiz.

### Frecuencias
| Lunes a viernes laborables |             |
| de 7:15 a 22:35            | cada 20 min |

## Recorrido y paradas

### Sentido Hospitales
| Código | Parada                                              | Común con      | Otros                                 |
| ------ | --------------------------------------------------- | -------------- | ------------------------------------- |
| 343    | Calle Maragatería, frente 14                        |                |                                       |
| 188    | Calle Valles Mineros, 33                            | 9              |                                       |
| 189    | Calle Valles Mineros, 15                            | 9              |                                       |
| 344    | Calle Licenciado Vidriera, s/n (junto a residencia) |                |                                       |
| 345    | Calle Licenciado Vidriera, s/n                      |                |                                       |
| 346    | Calle Afiladores, s/n (guardería)                   |                |                                       |
| 44     | Carretera de Ledesma, 101                           | 2              | Transporte Metropolitano de Salamanca |
| 45     | Carretera de Ledesma, 63                            | 2              |                                       |
| 46     | Carretera de Ledesma, frente 52                     | 2              | Transporte Metropolitano de Salamanca |
| 47     | Calle de Valverdón, s/n                             | 2              |                                       |
| 261    | Calle Peña de Francia, s/n                          | 7 13           |                                       |
| 180    | Calle Peña de Francia, s/n                          | 7 13 14        | Transporte Metropolitano de Salamanca |
| 99     | Avenida de los Maristas, s/n                        | 4 14           | Transporte Metropolitano de Salamanca |
| 100    | Avenida de los Maristas, 1                          | 4 14           | Transporte Metropolitano de Salamanca |
| 36     | Paseo de San Vicente, 106                           | 4 5 6 10 11 14 | Transporte Metropolitano de Salamanca |
| 335    | Paseo de San Vicente, s/n                           | 4 6 10 14      |                                       |

### Sentido Capuchinos
| Código | Parada                                             | Común con      | Otros                                 |
| ------ | -------------------------------------------------- | -------------- | ------------------------------------- |
| 335    | Paseo de San Vicente, s/n                          | 4 6 10 14      |                                       |
| 39     | Paseo de San Vicente, 101                          | 4 5 6 10 11 14 | Transporte Metropolitano de Salamanca |
| 39     | Avenida de Filiberto Villalobos, 2                 | 4 14           | Transporte Metropolitano de Salamanca |
| 127    | Avenida de Filiberto Villalobos, 46                | 4 14           |                                       |
| 128    | Avenida de Filiberto Villalobos, 76                | 4 7            |                                       |
| 255    | Calle Peña de Francia, s/n                         | 13             |                                       |
| 256    | Calle Peña de Francia, 1                           | 7 13           |                                       |
| 347    | Calle Valverdón, 8                                 |                |                                       |
| 66     | Carretera de Ledesma, 52                           | 2              | Transporte Metropolitano de Salamanca |
| 67     | Carretera de Ledesma, 84                           | 2              |                                       |
| 68     | Carretera de Ledesma, 140                          | 2              | Transporte Metropolitano de Salamanca |
| 348    | Calle Afiladores, s/n (frente a guardería)         |                |                                       |
| 349    | Calle Licenciado Vidriera, s/n                     |                |                                       |
| 350    | Calle Licenciado Vidriera, 1 (frente a residencia) |                |                                       |
| 204    | Calle Valles Mineros, 2                            | 9              |                                       |
| 205    | Calle Valles Mineros, 12                           | 9              |                                       |
| 221    | Calle Valles Mineros, s/n                          | 9              |                                       |
| 343    | Calle Maragatería, frente 14                       |                |                                       |